# Bệnh công chúa
Bệnh công chúa, còn được gọi là hội chứng công chúa hoặc bệnh nữ hoàng (tiếng Trung: 公主病; bính âm: gōng zhǔ bìng; Yale Quảng Đông: gūng jyú behng; tiếng Hàn Quốc: 공주병), là một cách chơi chữ mới được sử dụng thông dụng ở Đông Á để mô tả hành động ái kỷ, làm cao, chảnh, điệu, ham vật chất ở phụ nữ, hoặc hành vi "công chúa". Ngược lại nhưng ít phổ biến hơn, những người đàn ông có triển vọng tương tự có thể được mô tả là mắc bệnh "hoàng tử", "công tử bột".
Người ta suy đoán rằng thuật ngữ này bắt nguồn từ sự nổi lên của bốn con hổ trên khắp châu Á, trong đó tăng trưởng kinh tế nhanh chóng có thể góp phần vào sự gia tăng tương ứng về thái độ của người tiêu dùng hoặc vật chất và tầng lớp thượng lưu đầu tư vào con cái họ, những người sau đó có thể quen với của cải vật chất và ỷ lại vào người khác.

## Nguyên nhân
Ở Trung Quốc đại lục, Hồng Kông và Ma Cao, Đài Loan, tỷ lệ sinh thấp có nghĩa là các gia đình thường chỉ có con là trọng tâm duy nhất của năng lượng của cha mẹ họ. Ở Trung Quốc đại lục, hiện tượng kết quả, thường được quy cho chính sách một con trước đây. Vì sự chiều chuộng của cha mẹ và người giúp việc gia đình, cho phép cha mẹ tầng lớp trung lưu làm việc, có thể góp phần làm cho con cái họ được chiều chuộng. Khoảng cách thu nhập ngày càng lớn ở Hồng Kông, cùng với những lo ngại về dân chủ và bất bình đẳng xã hội, cũng phản ánh thái độ nhận thức của các tầng lớp 'tinh hoa'.
Hơn nữa, người Đông Á rất coi trọng thành tích cá nhân và học tập. Vì lý do đó, phụ huynh có thể gây áp lực học tập lớn cho cả trẻ em và giáo viên, quản lý chặt sự nghiệp học tập của con em mình để đạt điểm cao hơn. Một số gợi ý rằng điều này dẫn đến sự phụ thuộc hoặc thiếu trách nhiệm.